# Condado de Lawrence (Misuri)
El condado de Lawrence (en inglés: Lawrence County), fundado en 1843, es uno de 114 condados del estado estadounidense de Misuri. En el año 2000, el condado tenía una población de 35,204 habitantes y una densidad poblacional de 22 personas por km². La sede del condado es Mount Vernon. El condado recibe su nombre en honor al oficial naval James Lawrence.

## Geografía
Según la Oficina del Censo, el condado tiene un área total de 1589 km² (613,5 mi²), de la cual 1588 km² (613,1 mi²) es tierra y 1 km² (0,4 mi²) (0.05%) es agua.

### Condados adyacentes
- Condado de Dade (norte)
- Condado de Greene (noreste)
- Condado de Christian & el condado de Stone (sureste)
- Condado de Barry (sur)
- Condado de Newton (suroeste)
- Condado de Jasper (oeste)

## Demografía
Según la Oficina del Censo en 2000, los ingresos medios por hogar en el condado eran de $31,239, y los ingresos medios por familia eran $36,846. Los hombres tenían unos ingresos medios de $27,309 frente a los $18,990 para las mujeres. La renta per cápita para el condado era de $15,399. Alrededor del 14.10% de la población estaban por debajo del umbral de pobreza.

## Transporte

### Carreteras principales
- Interestatal 44
- U.S. Route 66 (1926-1979)
- Ruta 39
- Ruta 96
- Ruta 97
- Ruta 266

## Localidades
| - Albatross - Aurora - Chesapeake - Freistatt - Halltown | - Heatonville - Hoberg - Logan - Marionville - McKinley | - Miller - Minden - Monett - Mount Vernon - Phelps | - Paris Springs Junction - Pierce City - Plew - Rescue - Spencer | - Stotts City - Verona |